# Desaguadero (ort i Bolivia)
Desaguadero (aymara (språk): Risawariru) är en ort i Bolivia.   Den ligger i departementet La Paz, i den västra delen av landet, 500 km nordväst om huvudstaden Sucre. Desaguadero ligger 3 826 meter över havet och antalet invånare är 2 219. Den ligger vid sjön Lago de Huiñaymarca.
Terrängen runt Desaguadero är varierad, och sluttar norrut. Runt Desaguadero är det ganska glesbefolkat, med 26 invånare per kvadratkilometer.. Närmaste större samhälle är Guaqui, 19,8 km öster om Desaguadero.
Trakten runt Desaguadero består i huvudsak av gräsmarker.